# تشرنیو
تشرنیو (به چکی: Černiv) یک منطقهٔ مسکونی در جمهوری چک است که در ناحیه لیتومیریتسه واقع شده‌است. تشرنیو ۳٫۱۷ کیلومتر مربع مساحت و ۱۴۱ نفر جمعیت دارد و ۱۸۳ متر بالاتر از سطح دریا واقع شده‌است.